# 733. pehotni polk (Wehrmacht)
Za druge 733. polke glejte 733. polk.
733. pehotni polk (izvirno nemško Infanterie-Regiment 733) je bil eden izmed pehotnih polkov v sestavi redne nemške kopenske vojske med drugo svetovno vojno.

## Zgodovina
Polk je bil ustanovljen 2. maja 1941 kot polk 15. vala na področju WK XIII iz nadomestnih enot za potrebe zasedbenih nalog v Grčiji; polk je bil dodeljen 713. pehotni diviziji.
15. aprila 1942 so bile 4., 8. in 12. četa reorganizirane v strojnične čete.
14. februarja je bil polk razpuščen: štab je bil razpuščen, I. bataljon je postal 834. deželnostrelski bataljon, II. in III. pa II. in III. bataljon 746. pehotnega polka.